# Hilde Schrader
Hildegard Schrader (ur. 4 stycznia 1910 w Staßfurcie, zm. 26 marca 1966 w Magdeburgu) – niemiecka pływaczka specjalizująca się w stylu klasycznym, mistrzyni olimpijska (1928), mistrzyni Europy (1927) i była rekordzistka świata.

## Kariera pływacka
W 1927 roku podczas mistrzostw Europy w Bolonii zdobyła złoty medal na dystansie 200 m stylem klasycznym.
Rok później, na igrzyskach olimpijskich w Amsterdamie została w tej konkurencji mistrzynią olimpijską, wcześniej poprawiając dwukrotnie rekord olimpijski. W tym samym roku ustanowiła rekord świata na 400 m stylem klasycznym.
W 1929 roku pobiła kolejny rekord świata, kiedy na dystansie 200 yd stylem klasycznym jako pierwsza pływaczka w historii uzyskała wynik poniżej trzech minut. 
W 1994 roku Schrader została wprowadzona do International Swimming Hall of Fame.